# Бускато, Франсиско
Франсеск Бускато-и-Дурлан (кат. Francesc Buscató i Durlan, также известен как Франсиско (Нино) Бускато, исп. Francisco "Nino" Buscató; род. 21 апреля 1940, Пинеда-де-Мар) — испанский баскетболист и баскетбольный тренер. Двукратный чемпион Испании и двукратный обладатель Кубка Испании с клубами «Барселона» и «Хувентуд», серебряный призёр и член символической сборной чемпионата Европы 1973 года. Лауреат приза ЮНЕСКО «За благородство в соревновании» имени Пьера де Кубертена (1970), награждён золотой медалью Королевского ордена спортивных заслуг.

## Спортивная карьера
Франсеск Бускато, сын пекаря, начал играть в баскетбол в 15-летнем возрасте в клубе «Пинеда» в своём родном городе. Уже в 16 лет, выступая с «Пинедой» в Первой лиге Каталонии, он набрал 37 очков в матче с «Хувентудом» и 28 — в матче с «Барселоной», двумя лидерами каталанского баскетбола. На следующий год он перешёл в баскетбольную команду «Барселоны», менеджер которой, будучи одновременно производителем муки, вёл дела с его семьёй. В первый год зарплата Бускато в Барселоне составила 5 тысяч песет, но уже в следующем сезоне она возросла до 20 тысяч. В эти годы он продолжал работать в отцовской пекарне, выпекая хлеб по ночам, затем добираясь до Барселоны поездом и тренируясь в дневное время..
В сезоне 1958/1959 «Барселона», усиленная такими игроками, как Жорди Бонареу, Альфонсо и Хосе-Луис Мартинес, в один год выиграла чемпионат и Кубок Испании и получила право на выступление в Кубке европейских чемпионов. Там каталонский клуб прошёл в четвертьфинал, проиграв варшавской «Полонии», за которую в это время выступал Януш Виховский.
Несмотря на успехи баскетбольной команды «Барселоны», президент клуба Энрике Льяуде вскоре принял решение о её расформировании. Оставшийся без клуба Бускато перешёл в команду «Айсмалибар» (Монкада), где в это время тренировал Эдуардо Кухарски. Однако через год Кухарски перешёл в болонский «Виртус», а ещё через два года был расформирован и «Айсмалибар». После этого Бускато стал игроком бадалонского «Хувентуда», в котором провёл следующие десять лет, до самого конца игровой карьеры. С «Хувентудом» он завоевал в конце 1960-х годов свой второй титул чемпиона Испании и второй Кубок Испании, ещё трижды заканчивая лигу вровень с мадридским «Реалом», становившимся чемпионом по разнице мячей. В свой последний сезон с «Хувентудом» он снова дошёл с командой до финала Кубка Испании, где каталонцы уступили «Реалу» с разницей в два очка, но сам Бускато был признан лучшим игроком финала. Несмотря на частые приглашения в мадридский клуб, Бускато сохранил верность небогатой каталонской команде, все эти годы выступавшей без иностранных игроков.
Бускато стал одним из первых в Испании, кто освоил бросок в прыжке, подсмотрев этот приём у Джерри Уэста из американской сборной на Олимпийских играх в Риме. Его игру отличали три основных качества: высокая подвижность, точность броска и бойцовский дух. При этом он мог проявлять в игре спортивное благородство, что проявилось в частности в матче Рождественского кубка 1969 года против «Реала». Когда Бускато ушёл финтом от опекавшего его игрока Реала Висенте Рамоса, тот не удержал равновесия и упал, получив болезненную травму. Бускато, вместо того, чтобы завершить атаку, выбросил мяч за пределы площадки и поспешил на помощь Рамосу. Этот поступок в следующем году был отмечен призом ЮНЕСКО «За благородство в соревновании» имени Пьера де Кубертена.
При росте 178 см Бускато, прозванный «Нино» («малыш»), считался одним из лучших разыгрывающих защитников Европы. Он провёл за сборную Испании 222 игры, приняв участие в трёх Олимпиадах (Рим-1960, Мехико-1968 и Мюнхен-1972) и восьми чемпионатах Европы (с 1959 по 1973 год). На чемпионате Европы 1973 года Бускато в среднем за игру набирал по 11 очков, в том числе 16 в полуфинальной игре со сборной СССР, и помог своей команде завоевать серебряные медали. По итогам турнира Бускато был включён в символическую сборную чемпионата. Он также семь входил в сборную Европы, составляемую для проведения товарищеских матчей. Бускато оставался рекордсменом сборной Испании по количеству проведённых матчей на протяжении 20 лет — до 1993 года.
Окончив выступления, Бускато вошёл в тренерскую команду «Хувентуда», возглавляемую Кухарски, и в сезоне 1975/1976 был назначен главным тренером клуба. Однако серия неудач на старте сезона и вылет из европейских кубковых соревнований заставили его вскоре уйти в отставку (со сменившим его Хосе-Марией Менендесом «Хувентуд» завоевал в этом сезоне Кубок Испании). В дальнейшем Бускато тренировал молодёжные команды Барселоны (с 1975 по 1980 год) и клуб «Оспитале» из второй испанской лиги, прежде чем в 1992 году занять пост тренера сборной Каталонии. Спортивные достижения Бускато отмечены золотой медалью Королевского ордена спортивных заслуг. Его именем названо здание муниципалитета его родного города.